# إلين دي جينيريس شو
إلين دي جينيريس شو (بالإنجليزية: The Ellen DeGeneres Show) هو برنامج حواري كوميدي تقدمه الممثلة الكوميدية إلين دي جينيريس. انطلق البرنامج في 8 سبتمبر 2003، وهو تابع لمؤسسة إن بي سي العالمية. تم تصوير البرنامج في أول 5 مواسم في أستوديو 11 من أستوديوهات NBC في بربانك (كاليفورنيا)، انتقلت لاحقاً بالقرب من وارنر برذرز. ومنذ الموسم السادس بدأ بث البرنامج بدقة عالية.
في يوليو 2020 شهد البرنامج خروج 3 منتجين تنفيذيين هم إد جالفين وجونثان نورمان وكيفين ليمن، وذلك جراء شهادات من موظفين سابقين في البرنامج، أكدوا فيها عملهم في ظروف غير عادلة، وتعرضهم للتحرش والاعتداء الجسدي والتعليقات العنصرية.

## وصلات خارجية
- الموقع الرسمي
- إلين دي جينيريس شو على موقع IMDb (الإنجليزية)
- إلين دي جينيريس شو على موقع ميتاكريتيك (الإنجليزية)
- إلين دي جينيريس شو على موقع الموسوعة البريطانية (الإنجليزية)
- إلين دي جينيريس شو على موقع روتن توميتوز (الإنجليزية)
- إلين دي جينيريس شو على موقع كينوبويسك (الروسية)
- إلين دي جينيريس شو على موقع ميوزك برينز (الإنجليزية)
- إلين دي جينيريس شو على موقع قاعدة بيانات الفيلم (الإنجليزية)